# Lantriac
Lantriac és un municipi francès situat al departament de l'Alt Loira i a la regió d'Alvèrnia-Roine-Alps. L'any 2007 tenia 1.801 habitants.

## Demografia

### Població
El 2007 la població de fet de Lantriac era de 1.801 persones. Hi havia 670 famílies de les quals 170 eren unipersonals (95 homes vivint sols i 75 dones vivint soles), 181 parelles sense fills, 256 parelles amb fills i 63 famílies monoparentals amb fills.
La població ha evolucionat segons el següent gràfic:
Habitants censats

### Habitatges
El 2007 hi havia 857 habitatges, 693 eren l'habitatge principal de la família, 82 eren segones residències i 82 estaven desocupats. 752 eren cases i 104 eren apartaments. Dels 693 habitatges principals, 497 estaven ocupats pels seus propietaris, 180 estaven llogats i ocupats pels llogaters i 16 estaven cedits a títol gratuït; 1 tenia una cambra, 26 en tenien dues, 102 en tenien tres, 197 en tenien quatre i 368 en tenien cinc o més. 569 habitatges disposaven pel capbaix d'una plaça de pàrquing. A 255 habitatges hi havia un automòbil i a 379 n'hi havia dos o més.

### Piràmide de població
La piràmide de població per edats i sexe el 2009 era:
| Homes | Edats   | Dones |
| ----- | ------- | ----- |
| 0     | 95 o +  | 0     |
| 0     | 90 a 94 | 4     |
| 20    | 85 a 89 | 24    |
| 20    | 80 a 84 | 8     |
| 28    | 75 a 79 | 44    |
| 24    | 70 a 74 | 28    |
| 20    | 65 a 69 | 40    |
| 28    | 60 a 64 | 24    |
| 28    | 55 a 59 | 28    |
| 72    | 50 a 54 | 64    |
| 84    | 45 a 49 | 56    |
| 64    | 40 a 44 | 64    |
| 60    | 35 a 39 | 72    |
| 64    | 30 a 34 | 52    |
| 28    | 25 a 29 | 32    |
| 52    | 20 a 24 | 36    |
| 48    | 15 a 19 | 56    |
| 108   | 10 a 14 | 48    |
| 40    | 5 a 9   | 56    |
| 28    | 0 a 4   | 32    |

## Economia
El 2007 la població en edat de treballar era de 1.137 persones, 858 eren actives i 279 eren inactives. De les 858 persones actives 814 estaven ocupades (445 homes i 369 dones) i 45 estaven aturades (18 homes i 27 dones). De les 279 persones inactives 127 estaven jubilades, 81 estaven estudiant i 71 estaven classificades com a «altres inactius».

### Ingressos
El 2009 a Lantriac hi havia 709 unitats fiscals que integraven 1.845 persones, la mediana anual d'ingressos fiscals per persona era de 16.867 €.

### Activitats econòmiques
Dels 81 establiments que hi havia el 2007, 3 eren d'empreses alimentàries, 1 d'una empresa de fabricació de material elèctric, 9 d'empreses de fabricació d'altres productes industrials, 23 d'empreses de construcció, 12 d'empreses de comerç i reparació d'automòbils, 6 d'empreses de transport, 4 d'empreses d'hostatgeria i restauració, 3 d'empreses financeres, 2 d'empreses immobiliàries, 5 d'empreses de serveis, 8 d'entitats de l'administració pública i 5 d'empreses classificades com a «altres activitats de serveis».
Dels 35 establiments de servei als particulars que hi havia el 2009, 1 era una oficina de correu, 1 una oficina bancària, 3 tallers de reparació d'automòbils i de material agrícola, 2 autoescoles, 2 paletes, 6 guixaires pintors, 4 fusteries, 6 lampisteries, 4 electricistes, 3 perruqueries, 2 restaurants i 1 saló de bellesa.
Dels 6 establiments comercials que hi havia el 2009, 1 era una botiga de menys de 120 m², 3 fleques, 1 una carnisseria i 1 una botiga de mobles.
L'any 2000 a Lantriac hi havia 33 explotacions agrícoles que ocupaven un total de 930 hectàrees.

## Equipaments sanitaris i escolars
L'únic equipament sanitari que hi havia el 2009 era una farmàcia.
El 2009 hi havia 2 escoles elementals.

## Poblacions més properes
El següent diagrama mostra les poblacions més properes.